# ألفريد فون والديرسي
الكونت ألفريد لودفيغ هاينريش كارل فون والديرسي (بالألمانية: Alfred von Waldersee)‏ (8 أبريل 1832 في بوتسدام - 5 مارس 1904 في هانوفر) مشير ميداني ألماني (جنرال فيلد مارشال)، أصبح رئيسًا لهيئة الأركان العامة الألمانية.
ولد في عائلة عسكرية بارزة، خدم فون والديرسي خدمة متميزة كضابط مدفعي، وأصبح ملحقًا عسكريًا بروسيًا في سفارة باريس في عام 1870. هذا أعطاه رؤية عن الدفاعات الفرنسية التي شكلت أهمية حاسمة في الحرب الفرنسية البروسية القادمة، والتي لعب فيها دورًا مهمًا. لاحقًا اكتسب فون والديرسي بوصفه المساعد الرئيسي للمشير الميداني هيلموت فون مولتك الأكبر، رئيس الأركان العامة الإمبراطورية، نفوذًا لدى القيصر المقبل فيلهلم الثاني، الذي رقاه إلى رئيس هيئة الأركان عند توليه للعرش.
عندما حاصر المتمردون الملاكمون مجمع المفوضية في بكين في عام 1900، عُين فون والديرسي رئيسًا لقوة إغاثة مؤلفة من 8 دول. على الرغم من وصوله بعد فوات الأوان للمشاركة في القتال، لكنه قام بحملات عقابية نجحت في تهدئة الملاكمين.

## العائلة
ألفريد فون والديرسي الخامس من بين ستة أبناء لجنرال الفرسان البروسي الكونت فرانز هاينريش فون والديرسي (1791-1873) وبرثا فون هونربن (1799-1859). فرانز هاينريش فون والديرسي هو ابن فرانز أنتون فون والديرسي (1763-1823)، وهو ابن غير شرعي ليوبولد الثالث فريدريش فرانز، دوق أنهالت ديساو (1740-1817) ويوهان إليونور هوفماير (1739-1816). ومع ذلك، نشأ فرانز أنطون وتلقى تعليمه في البلاط الدوقي وفي عام 1786 أُحدِث لقب غراف أو كونت.
يقع عقار عائلة والديرسي، ووترنيفرستور، على ساحل بحر البلطيق بالقرب من بيرنسفدور في ولاية شلسفيغ هولشتاين الفيدرالية الألمانية.

## النشأة وما بعدها
ولد والديرسي في بوتسدام في عائلة عسكرية وأرستقراطية. بعد التحاقه بعدة مدارس للتلاميذ العسكريين، كُلِف عام 1850 بصفته ملازم في فيلق المدفعية التابع للجيش البروسي، وسرعان ما جذب انتباه رؤسائه. في حملته الرئيسية الأولى، الحرب النمساوية البروسية عام 1866، شغل منصب مرافق شخصي لجنرال سلاح المدفعية الأمير فريدريش كارل من بروسيا، الذي كان حاضرًا في كونيغريتس. في سياق هذه الحملة، رُقي الكونت والديرسي إلى رئيس وعُين في هيئة الأركان العامة البروسية. بعد ذلك، خدم في فيلق الجيش العاشر، وهو تشكيل جديد في مملكة هانوفر التي غزوها. أصبح ملحق عسكري في سفارة بروسيا في باريس في يناير 1870. كان قادرًا على جمع المعلومات الاستخبارية حول قوة القوات وغيرها من المعلومات عن الجيش الفرنسي من منصبه، والتي أثبتت قيمتها في الحملات المقبلة.
أثبت المقدم الكونت والديسي، المعروف بقدراته العسكرية وتحليله العصري للقوات المسلحة للخصم، أنه مساعدٌ جيدٌ لـ «رب الحرب الأعلى» في الحرب الفرنسية البروسية. حضر في المعارك العظيمة حول متز، التي خُصصت لفريق الجنرال الدوق الأكبر مكلنبورغ شفيرين، وفي وقت لاحق في العمليات ضد جيش تشانزي على لوار. كان الدوق الأكبر جنديًا بارزًا، ولكنه لم يكن خبيرًا تكتيكيًا، ويرجع نجاح حملته الغربية إلى حد كبير إلى مستشاره والديرسي.
مُنح والديرسي الصليب الحديدي من الدرجة الأولى في نهاية الحرب، وعُهد إليه بمنصب صعب وهو ممثل ألمانيا في باريس، وتميز في هذا المنصب لدبلوماسيته ومجاملته. تولى والديرسي قيادة فوج أولان الثالث عشر في هانوفر في نهاية عام 1871، وبعد عامين أصبح رئيس أركان فيلق جيش هانوفر، والذي خدم فيه قبل عام 1870.
في 14 أبريل 1874، تزوج من ماري إستير لي (1837-1914)، الابنة الثالثة لتاجر مدينة نيويورك الثري ديفيد لي وأرملة الأمير فريدريش من شلسفيغ هولشتاين. توجت ماري سابقًا كأميرة نوير من قبل إمبراطور النمسا. أصبحت مدافعة عن الفقراء في بروسيا وكُرِمت لتعاطفها.

## الحملة إلى الصين
حوصِر ألفي مسيحي أوروبي وصيني في مجمع المفوضية في بكين من قبل المتمردين الملاكمين في عام 1900. ناورت قوة إغاثة دولية مكونة من ثماني دول من القوات الأوروبية والأمريكية واليابانية للإنقاذ. في الوقت الذي اغتال فيه الملاكمون وزير القيصر فيلهلم الثاني في الصين، البارون كليمنس فون كيتيلر، فإن الألمان «زعموا أن الحملة ضد الهمجية الصينية كانت ذات أولوية معينة». أراد فيلهلم الثاني أن يقود والديرسي الحملة إلى الصين، والتي أعلنها للصحافة العالمية وذلك نتيجة لمبادرة الإمبراطور نيكولاس الثاني ملك روسيا. الواقع أن فيلهلم أرسل برقية إلى ابن عمه نيكولاس يسأل فيها ما إذا كان يعترض على أن القوات الروسية ستخضع لقيادة جنرال ألماني، فأجاب نيكولاس ليس لديه أي اعتراض، ثم أساء فيلهلم تمثيل نفسه في المؤتمر الصحفي الذي دعا إليه في برلين بعد أن طلب نيكولاس من والديرسي قيادة الحملة. صدر الإعلان دون استشارة القوى الأخرى مسببًا قدرًا كبيرًا من التوتر لوزارة الخارجية التي اضطرت إلى إقناع القوى الأخرى بقبول تعيين والديرسي، وهو ما لم يحدث إلا بالتهديد بأن فيلهلم ربما سيشعر بالإهانة إذا رفضت السلطات الأخرى قيادة والديرسي في الواقع، وهذا من شأنه أن يوتر العلاقات مع ألمانيا، وهو شكل من أشكال الابتزاز أثبت فعاليته، فأضر من خلاله بالموقف الدبلوماسي الألماني. تلقى والديرسي برقية من فيلهلم الثاني تخبره أنه قائد الحملة في 7 أغسطس عام 1900.
تسببت الاستعدادات لمغادرة المارشال الميداني من ألمانيا إلى الصين بقدر كبير من التعليقات الساخرة حول ما أصبح يُعرف باسم والديرسي رومل أو «دور والديرسي المسرحي» وهو ما كرهه. كتب في غضبه من جراء هذا السيرك «... للأسف، وصل الأمر إلى الصحف». ووصل والديرسي إلى الخطوط الأمامية لبكين متأخرًا جدًا ولم يقُد قوته المتعددة الجنسيات في أي قتال يُذكر، لكنه كان مسؤولًا عن تهدئة الملاكمين. شعر والديرسي الذي كان يحلم بالفوز بانتصار عسكري مجيد في الصين، بخيبة أمل كبيرة لأن القتال الرئيسي انتهى بعد وصوله إلى بكين في 17 أكتوبر 1900، إذ أقام لوحده في غرفة نوم للإمبراطورة الأم في المدينة المحرمة. ذهب والديرسي للعمل بحسب كلماته الخاصة بـ «نشاط محموم» من خلال تنظيم 75 بعثةً عقابيةً في المناطق الريفية المحيطة ببكين، والتي قتل فيها الآلاف من الناس، معظمهم من النساء والأطفال. «هذه الحملات العقابية... مغامرات غير مرضية ومن وجهة نظر والديرسي... بالكاد تشكل حربًا». بيد أنه من المحتمل أنه «لو لم يكن تعيينه موجودًا، أو لو شغل المنصب شخص أقل إيجابية، فإن العداوات الساخطة غير المنقطعة للقوات الدولية في شمال الصين كانت ستبلغ أبعادًا خطيرةً.... بالإضافة إلى ذلك وجدت حوادث صغيرة لا حصر لها، يرجع الفضل في عدم حدوث أي شيء منها إلى والديرسي بشكل جزئي». امرأة تدعى ساي جينهوا، التي قابلها في أوروبا، جددت معرفتها مع والديرسي. كتب يينغ «تقول الأسطورة إنه في «فراش التنين» للإمبراطورة الأم، الذي تشاركاه ساي ووالديرسي، حاولت ونجحت أحيانًا في كبح وحشية القوات». كتب ونشيان تشانغ أن ساي جينهوا «لها الفضل في التأثير على والديرسي لتخفيف المعاملة القاسية لسكان بكين». واعترفت ساي جينهوا في سيرتها الذاتية أنها كانت على علاقة جيدة مع والديرسي، ولكنها على الرغم مما قاله هو يينغ، اعترضت «بقوة» على أن لها علاقة جنسية معه. 
فهم الكونت والديرسي أن سلوك الغزاة لم يكن لائقًا: فجنودهم كسولون وضجرون، وتفاقم المرض التناسلي، وبعد أن كُبِح النهب، بقي الجنود ساذجين بدرجةٍ كافيةٍ لينخدعوا بـ «الفن الصيني» بجميع الأوصاف. سارع بعودته إلى ألمانيا في نهاية الحملة. من أجل «إنجازاته في مصلحة السلام العالمي»، سُمي مواطنًا فخريًا لهامبورغ (موطنه السابق) عام 1901. استأنف مهام المفتش العام مرةً أخرى في هانوفر، الذي عمل فيه تقريبًا حتى وفاته في عام 1904 عن عمرٍ يناهز 71 عامًا.

## روابط خارجية
- ألفريد فون والديرسي على موقع IMDb (الإنجليزية)
- ألفريد فون والديرسي على موقع الموسوعة البريطانية (الإنجليزية)